# Georg Wein (Maler)
Georg Wein (* 27. Januar 1827 in Göttingen; † 2. Juli 1891 in Hannover) war ein deutscher Dekorationsmaler.

## Leben
Georg Wein wurde zur Zeit des Königreichs Hannover in der Heimatstadt seiner Mutter geboren als Sohn des hannoverschen Gärtners Johann Georg Heinrich Wein. er arbeitete hauptsächlich als Dekorationsmaler, als Kunstmaler blieben seine Werke jedoch dilettantisch und „von geringem Wert.“
Für die Stadt Hannover haben Weins Werke heute jedoch einen besonderen historischen Wert, insbesondere durch zwei kurz aufeinander folgende Katastrophen: Nachdem im Zweiten Weltkrieg durch die Luftangriffe auf Hannover bereits rund 50 % der Stadt Hannover in Schutt und Asche gesunken war, bewirkte die Hochwasserkatastrophe von 1946, dass allein im Stadtarchiv Hannover „die Überlieferung der Stadtgeschichte des 19. Jahrhunderts zu 80 % verloren gegangen ist.“ Die erhaltenen Bilder von Georg Wein aber überliefern heute „manche Einzelheiten des [hannoverschen] Stadtbildes, deren Kenntnis ohne ihn verlorengegangen wäre..“

## Werke (Auswahl)
- 1854: Der Aegidientorplatz, Ölbild im Besitz des Landesmuseums Hannover; mit der 1855 abgebrochenen Torwache, dem Torschreiberhaus, einem Rest des alten Stadtgrabens und dem Geburtshaus des Bildhauers Heinrich Kümmel nahe der 1943 völlig zerstörten Braunschweiger Straße[1]